# 大澤正典
大澤 正典（おおさわ まさのり、1953年8月12日 - ）は、日本の実業家。ブルースハープ奏者。福岡県出身。東洋ビジネスエンジニアリング代表取締役社長。

## 略歴・人物
1953年福岡県生まれ。福岡県立京都高等学校卒業。京都大学大学院工学研究科卒業。1978年、東洋エンジニアリングに入社。発展途上国へのプラント技術導入プロジェクトや製造業向けの生産管理システム導入プロジェクト等を多数担当。1999年に東洋ビジネスエンジニアリングへ、同社取締役、常務取締役を経て、2008年4月、同社代表取締役社長に就任。
プライベートでは、ブルースシンガー、ブルースハープ（ハーモニカ）奏者として活躍。

## 経営の視点
loTについて
三つの視点をもつ。
- 現場を可視化することに着目し、そこをカバーするのがSIGNAL CHAINとし、状況を可視化するだけで、タイの工場では生産性が3割改善したという事例を挙げている。
- 人の動きをデータ化してネットワークにつなげて分析・活用しようというコンセプトの元、MOTIONがそこを担うとし、機械はネットワークにつながっていてデータ活用の準備ができている点から、人の動きもモーション・センサで計測し、製造現場などでの作業改善に役立てることで、製造ラインの効率性はさらに上がると述べている。
- 帳票のデジタライゼーションに着目し、これはRAKU-PADで実現するものとし、例えば製造業の顧客が、現場のチェックシートをデジタル化して、製品の不良などがあればカメラですぐに撮影して共有可能であることから、昨今問題化しているデータ改ざんを防ぐ手段として述べている[4]。